# Хор монгольських міліціонерів
«Госпелс і Спірічуелс» — збірка пісень на вірші українського поета Сергія Жадана. На обкладинці диску виконавцем зазначено «Сергій Жадан та Хор монгольських міліціонерів», а на самому диску — «Степан Галябарда». Джерелом цієї чудернацької назви є роман Сергія Жадана «Депеш Мод».

## Інформація
Ось повний перелік «хористів» — «Lюк», «Вертеп», «Мертвий Півень», «Калєкція», «Ойра», «Море снів», «Контрабас», «Собаки в Космосі», «Оркестр Че» та дивна формація під назвою «І. Р. А.», утворена І.Волошином з Группы интеллектуальных пазерофф «Ступени», Р. Чабаном з «...и Друг Мой Грузовик» та ще якимось А., який побажав залишитися невідомим. Свій вірш «Жити — значить померти» Жадан читає у супроводі «Оркестру Че».
Три пісні у альбомі представив «Lюк», обробивши їх в своєму традиційному мелодійному поп-роковому стилі, зробивши з текстів Жадана приторні радіохіти. Вірш «Трава» в обробці групи «Вертеп» зазвучав у стилі, схожому на радянський рок, натомість вірш «Будда» отримав джаз-рокову обробку. «Мертвий Півень» заспівав «Переваги окупаційного режиму», як завжди, не прислухаючись до мелодики тексту, але від того не менш драйвово. «Гуси» у виконанні «Калєкції» зазвучали в шансонно-роковому стилі (на зразок «ВВ»). Гурт «Ойра» зробив дві пісні — «Купальську» й «Коломийку» — з етно-вокалом і джаз-роковим супроводом, зліпивши народні пісні з текстами Жадана в досить сумбурну, але симпатичну суміш. Обробки «Моря снів» віршів «Вона ще не виросла» і «Тереза» вийшли пронизливими, але жахливо непрофесійними (особливо це стосується вокалу). «Вона ще не виросла» заспівали також «І. Р.А», зробивши дуже цікаву за звучанням композицію, але сам вірш там присутній дуже побічно й умовно, на його місці міг бути будь-який інший. «Є певні речі, що завжди в ціні» у виконанні «Контрабаса» зазвучала як іронічний дворовий шансон, а «Собаки в Космосі» зробили з «Вітчизни» радісний метал з духовою секцією.

## Зміст
1. Lюk — Ті Ві
2. Вертеп — Трава
3. Мертвий Півень — Переваги окупаційного режиму
4. Калєкція — Гуси
5. Ойра — Купальська
6. Море снів — Вона ще не виросла
7. Lюk — Штурман Басов
8. Контрабас — Є певні речі, що завжди в ціні
9. Собаки в Космосі — Вітчизна
10. І. Р. А. — Вона ще не виросла
11. Ойра — Коломийка
12. Море снів — Тереза
13. Вертеп — Будда
14. Lюk — Сахалін
15. Оркестр Че та Сергій Жадан — Жити — значить померти

Бонус-трек — розмова Сергія Жадана про музику (та про себе в ній) з Тимофієм Хом'яком (Вертеп).

## Вплив
- «Хор монгольських міліціонерів» — назва рецензії Отара Довженка на фільм «Depeche Mode в Україні» виробництва телеканалу Інтер, оприлюдненої у Детектор медіа.[2]